# Maria Christina Rost
Maria Christina Rost (* 1975 in Kassel) ist eine deutsche Juristin. Seit dem 1. August 2024 ist sie Landesdatenschutzbeauftragte des Landes Sachsen-Anhalt.

## Leben
Rost studierte von 1994 bis 1999 Rechtswissenschaften an der Georg-August-Universität in Göttingen. Nach ihrem Studium arbeitete sie als Rechtsanwältin in einer Marburger Kanzlei. Zwischen Mai und Dezember 2008 war sie Referentin beim Ministerium für Schule und Weiterbildung in NRW, danach persönliche Referentin des hessischen Landtagspräsidenten und des Justiziariats des hessischen Landtages. Von 2012 bis zur Wahl als Landesdatenschutzbeauftragte in Sachsen-Anhalt war sie beim hessischen Landesbeauftragten für Datenschutz und Informationsfreiheit beschäftigt und leitete dort die Stabsstellen für Öffentlichkeitsarbeit und Justiziariat. Im April 2024 wurde sie auf Antrag von CDU, SPD und FDP nach über drei Jahren Vakanz in der Position zur neuen Datenschutzbeauftragten von Sachsen-Anhalt gewählt. Die Wahl für den Posten geht jedoch bereits auf das Jahr 2018 zurück. Sechs Jahre lang konnte sich der Landtag von Sachsen-Anhalt auf keinen mehrheitsfähigen Kandidaten einigen. Rost wurde im Juli 2024 mit Wirkung zum 1. August 2024 als Landesdatenschutzbeauftragte ernannt und übt das Amt seitdem aus.

## Politik
Rost ist Mitglied der CDU. 2011 wurde sie in den Bezirksvorstand der CDU Mittelhessen gewählt. Sie gehört außerdem dem Landesvorstand der Frauenunion Hessen an. Sie trat 2014, 2019 und 2024 für die CDU Hessen zur Europawahl an, errang jedoch kein Mandat.